# Sportverein Stuttgarter Kickers 1980-1981
Questa voce raccoglie le informazioni riguardanti lo Sportverein Stuttgarter Kickers nelle competizioni ufficiali della stagione 1980-1981.

## Stagione
Nella stagione 1980-1981 il Stuttgarter Kickers, allenato da Hans-Dieter Roos e Slobodan Čendić, concluse il campionato di 2. Bundesliga al 3º posto. In Coppa di Germania il Stuttgarter Kickers fu eliminato al terzo turno dall'Eintracht Braunschweig.

## Rosa
| N. |                     | Ruolo | Calciatore        |
| -- | ------------------- | ----- | ----------------- |
|    | Germania (bandiera) | P     | Rolf Gerstenlauer |
|    | Germania (bandiera) | P     | Werner Vollack    |
|    | Germania (bandiera) | D     | Rainer Ackermann  |
|    | Germania (bandiera) | D     | Guido Buchwald    |
|    | Germania (bandiera) | D     | Dieter Dollmann   |
|    | Germania (bandiera) | D     | Joachim Müller    |
|    | Germania (bandiera) | D     | Dieter Renner     |
|    | Germania (bandiera) | D     | Peter Stichler    |
|    | Germania (bandiera) | D     | Hans-Jürgen Voise |
|    | Germania (bandiera) | C     | Reiner Alhaus     |
|    | Germania (bandiera) | C     | Wolfgang Dienelt  |

| N. |                     | Ruolo | Calciatore           |
| -- | ------------------- | ----- | -------------------- |
|    | Germania (bandiera) | C     | Horst Hayer          |
|    | Germania (bandiera) | C     | Toni Kurbos          |
|    | Germania (bandiera) | C     | Eckehard Müller      |
|    | Germania (bandiera) | C     | Peter Schulz         |
|    | Germania (bandiera) | A     | Uwe Dreher           |
|    | Germania (bandiera) | A     | Werner Nickel        |
|    | Germania (bandiera) | A     | Wilhelm Reisinger    |
|    | Germania (bandiera) | A     | Alfred Steinkirchner |
|    | Germania (bandiera) | A     | Siegfried Susser     |
|    | Germania (bandiera) | A     | Klaus Täuber         |

## Organigramma societario
Area tecnica
- Allenatore: Slobodan Čendić
- Allenatore in seconda:
- Preparatore dei portieri:
- Preparatori atletici:

## Calciomercato

### Sessione estiva
| Acquisti | Acquisti             | Acquisti      | Acquisti |
| R.       | Nome                 | da            | Modalità |
| -------- | -------------------- | ------------- | -------- |
| A        | Klaus Täuber         | Norimberga    |          |
| A        | Wilhelm Reisinger    | Bayern Monaco |          |
| A        | Alfred Steinkirchner | Norimberga    |          |
| A        | Siegfried Susser     | Norimberga    |          |

| Cessioni | Cessioni             | Cessioni      | Cessioni |
| R.       | Nome                 | a             | Modalità |
| -------- | -------------------- | ------------- | -------- |
| A        | Karl Allgöwer        | Stoccarda     |          |
| A        | Harald Greifenegger  | Augusta       |          |
| C        | Jürgen Heselschwerdt | Ludwigsburg   |          |
| A        | Werner Steinkirchner | Bayern Monaco |          |

### Sessione invernale
| Acquisti | Acquisti | Acquisti | Acquisti |
| R.       | Nome     | da       | Modalità |
| -------- | -------- | -------- | -------- |

| Cessioni | Cessioni | Cessioni | Cessioni |
| R.       | Nome     | a        | Modalità |
| -------- | -------- | -------- | -------- |

## Risultati

### 2. Bundesliga

#### Girone di andata
| Arbitro: | Röder |

|             |           |               |
| Seubert 75’ | Marcatori | 57’ Reisinger |

| Arbitro: | Scheffner |

|              |           |  |
| Buchwald 77’ | Marcatori |  |

| Arbitro: | Tritschler |

|             |           |            |
| Demange 87’ | Marcatori | 22’ Susser |

| Arbitro: | Schweiger |

|                              |           |                          |
| Dollmann 40’, 70’ Kurbos 48’ | Marcatori | 47’ Nathmann 52’ Mattern |

| Arbitro: | Wilhelmi |

|            |           |              |
| Bremer 47’ | Marcatori | 29’ Dollmann |

| Arbitro: | Klauser |

|           |           |                         |
| Müller 6’ | Marcatori | 5’ Collet 89’ Bruckhoff |

| Arbitro: | Kuhn |

|            |           |                                   |
| Binder 19’ | Marcatori | 27’, 32’ Dollmann 73’, 79’ Täuber |

| Arbitro: | Neuner |

|                              |           |  |
| Steinkirchner 50’ Täuber 59’ | Marcatori |  |

| Arbitro: | Dücker |

|                       |           |                       |
| Katsaros 43’ Jörg 67’ | Marcatori | 42’ Susser 86’ Nickel |

| Arbitro: | Werner |

|                                                             |           |  |
| Dreher 12’, 30’ Kurbos 32’ Susser 50’ Täuber 52’ Nickel 68’ | Marcatori |  |

| Arbitro: | Wohlfarth |

|                                        |           |               |
| Hermandung 33’ (rig.) Michelberger 78’ | Marcatori | 83’ Reisinger |

| Arbitro: | Filla |

|                                                                   |           |  |
| Nickel 26’ (rig.), 56’, 74’, 81’ (rig.) Roob 70’ (aut.) Hayer 84’ | Marcatori |  |

| Arbitro: | Ermer |

|                                   |           |                          |
| Müllner 29’ Löhr 32’ Rohatsch 41’ | Marcatori | 6’ Dollmann 45’ Buchwald |

| Arbitro: | Hellwig |

|                                        |           |           |
| Nickel 66’ (rig.) Voise 76’ Täuber 90’ | Marcatori | 11’ Bauer |

| Arbitro: | Eli |

|                         |           |  |
| Buchwald 49’ Täuber 82’ | Marcatori |  |

| Arbitro: | Dölfel |

|                                            |           |                       |
| Bein 12’ Knecht 34’ (rig.) Trumpf 42’, 51’ | Marcatori | 66’ Müller 76’ Täuber |

| Arbitro: | Matheis |

|                                            |           |  |
| Dreher 10’ Täuber 29’ Hayer 54’ Nickel 75’ | Marcatori |  |

| Arbitro: | Scheffner |

|           |           |  |
| Reich 28’ | Marcatori |  |

| Arbitro: | Huster |

|              |           |             |
| Dollmann 26’ | Marcatori | 67’ Schmitz |

#### Girone di ritorno
| Arbitro: | Hontheim |

|                               |           |            |
| Nickel 27’ (rig.), 45’ (rig.) | Marcatori | 51’ Schaub |

| Arbitro: | Vielsack |

|                          |           |           |
| Müller 63’ Hanschitz 89’ | Marcatori | 79’ Hayer |

| Arbitro: | Dücker |

|                             |           |              |
| Nickel 36’ (rig.), 41’, 69’ | Marcatori | 76’ Wittmann |

| Arbitro: | Brehm |

|                             |           |                   |
| Nathmann 79’ Zahnleiter 83’ | Marcatori | 8’, 68’ Reisinger |

| Arbitro: | Neuner |

|                                                                      |           |  |
| Hayer 20’ Nickel 37’, 39’ (rig.) Täuber 71’ Reisinger 75’ Susser 84’ | Marcatori |  |

| Arbitro: | Clajus |

|             |           |  |
| Neumann 53’ | Marcatori |  |

| Arbitro: | Stelzer |

|                                      |           |                     |
| Dreher 12’, 31’ Voise 86’ Täuber 90’ | Marcatori | 67’ Zitzer 72’ Reiß |

| Kassel 6 marzo 1981 27ª giornata | Hessen Kassel | 0 – 0 referto | Kickers Stoccarda | Auestadion (23 000 spett.)\| Arbitro: \| Messmer \| |
| Arbitro:                         | Messmer       |               |                   |                                                     |

| Arbitro: | Aulenbacher |

|                                   |           |  |
| Täuber 5’ Stichler 23’ Nickel 82’ | Marcatori |  |

| Arbitro: | Niebergall |

|               |           |  |
| Teichmann 80’ | Marcatori |  |

| Stoccarda 27 marzo 1981 30ª giornata | Kickers Stoccarda | 0 – 0 referto | Eintracht Treviri | Kickers-Stadion (4 000 spett.)\| Arbitro: \| Schweiger \| |
| Arbitro:                             | Schweiger         |               |                   |                                                           |

| Arbitro: | Röder |

|              |           |           |
| Dufresne 29’ | Marcatori | 6’ Nickel |

| Arbitro: | Eli |

|                              |           |              |
| Buchwald 50’, 56’ Täuber 69’ | Marcatori | 89’ Rohatsch |

| Arbitro: | Luca |

|                           |           |                                    |
| Hein 36’ Pradt 87’ (rig.) | Marcatori | 28’ Täuber 72’ Dreher 88’ Buchwald |

| Arbitro: | Jupe |

|  |           |                              |
|  | Marcatori | 32’ Steinkirchner 90’ Dreher |

| Stoccarda 30 aprile 1981 35ª giornata | Kickers Stoccarda | 0 – 0 referto | Kickers Offenbach | Kickers-Stadion (9 000 spett.)\| Arbitro: \| Kinzinger \| |
| Arbitro:                              | Kinzinger         |               |                   |                                                           |

| Arbitro: | Ross |

|          |           |                                   |
| Linz 61’ | Marcatori | 15’ Stichler 17’ Dreher 58’ Voise |

| Arbitro: | Stelzer |

|            |           |                         |
| Müller 35’ | Marcatori | 3’ Szupak 61’ Nußbaumer |

| Arbitro: | Luca |

|             |           |                                               |
| Schmitz 68’ | Marcatori | 3’ Steinkirchner 10’, 58’ Buchwald 52’ Dreher |

### Coppa di Germania
| Arbitro: | Stelzer |

|                 |           |  |
| Dreher 33’, 43’ | Marcatori |  |

| Arbitro: | Kinzinger |

| |           |  |
| Dreher 1’, 28’ Nickel 10’ (rig.), 88’ Täuber 24’, 37’, 52’, 64’ Kurbos 31’, 32’, 53’ Dollmann 75’ Reisinger 81’ | Marcatori |  |

| Arbitro: | Kasperowski |

|                                  |           |                       |
| Worm 17’ Ellmerich 40’ Bruns 80’ | Marcatori | 13’ Nickel 51’ Dreher |

## Statistiche

### Statistiche di squadra
| Competizione      | Punti | In casa | In casa | In casa | In casa | In casa | In casa | In trasferta | In trasferta | In trasferta | In trasferta | In trasferta | In trasferta | Totale | Totale | Totale | Totale | Totale | Totale | DR  |
| Competizione      | Punti | G       | V       | N       | P       | Gf      | Gs      | G            | V            | N            | P            | Gf           | Gs           | G      | V      | N      | P      | Gf     | Gs     | DR  |
| ----------------- | ----- | ------- | ------- | ------- | ------- | ------- | ------- | ------------ | ------------ | ------------ | ------------ | ------------ | ------------ | ------ | ------ | ------ | ------ | ------ | ------ | --- |
| 2. Bundesliga     | 48    | 19      | 14      | 3       | 2       | 51      | 13      | 19           | 5            | 7            | 7            | 30           | 27           | 38     | 19     | 10     | 9      | 81     | 40     | +41 |
| Coppa di Germania | -     | 2       | 2       | 0       | 0       | 15      | 0       | 1            | 0            | 0            | 1            | 2            | 3            | 3      | 2      | 0      | 1      | 17     | 3      | +14 |
| Totale            | 48    | 21      | 16      | 3       | 2       | 66      | 13      | 20           | 5            | 7            | 8            | 32           | 30           | 41     | 21     | 10     | 10     | 98     | 43     | +55 |

### Andamento in campionato
| Giornata  | 1  | 2 | 3 | 4 | 5 | 6 | 7 | 8 | 9 | 10 | 11 | 12 | 13 | 14 | 15 | 16 | 17 | 18 | 19 | 20 | 21 | 22 | 23 | 24 | 25 | 26 | 27 | 28 | 29 | 30 | 31 | 32 | 33 | 34 | 35 | 36 | 37 | 38 |
| --------- | -- | - | - | - | - | - | - | - | - | -- | -- | -- | -- | -- | -- | -- | -- | -- | -- | -- | -- | -- | -- | -- | -- | -- | -- | -- | -- | -- | -- | -- | -- | -- | -- | -- | -- | -- |
| Luogo     | T  | C | T | C | T | C | T | C | T | C  | T  | C  | T  | C  | C  | T  | C  | T  | C  | C  | T  | C  | T  | C  | T  | C  | T  | C  | T  | C  | T  | C  | T  | T  | C  | T  | C  | T  |
| Risultato | N  | V | N | V | N | P | V | V | N | V  | P  | V  | P  | V  | V  | P  | V  | P  | N  | V  | P  | V  | N  | V  | P  | V  | N  | V  | P  | N  | N  | V  | V  | V  | N  | V  | P  | V  |
| Posizione | 10 | 6 | 9 | 6 | 6 | 7 | 4 | 4 | 4 | 4  | 6  | 3  | 4  | 3  | 2  | 2  | 2  | 2  | 2  | 2  | 2  | 2  | 4  | 3  | 4  | 3  | 2  | 2  | 4  | 4  | 4  | 3  | 3  | 3  | 4  | 3  | 4  | 3  |

Legenda:

Luogo: C = Casa; T = Trasferta. Risultato: V = Vittoria; N = Pareggio; P = Sconfitta.

### Statistiche dei giocatori
| Giocatore        | 2. Bundesliga | 2. Bundesliga | 2. Bundesliga | 2. Bundesliga | Coppa di Germania | Coppa di Germania | Coppa di Germania | Coppa di Germania | Totale   | Totale | Totale      | Totale     |
| Giocatore        | Presenze      | Reti          | Ammonizioni   | Espulsioni    | Presenze          | Reti              | Ammonizioni       | Espulsioni        | Presenze | Reti   | Ammonizioni | Espulsioni |
| ---------------- | ------------- | ------------- | ------------- | ------------- | ----------------- | ----------------- | ----------------- | ----------------- | -------- | ------ | ----------- | ---------- |
| R. Ackermann     | 18            | 0             | 1             | 0             | 1                 | 0                 | 0                 | 0                 | 19       | 0      | 1           | 0          |
| R. Alhaus        | 23            | 0             | 4             | 0             | 1                 | 0                 | 0                 | 0                 | 24       | 0      | 4           | 0          |
| G. Buchwald      | 38            | 8             | 3             | 0             | 3                 | 0                 | 0                 | 0                 | 41       | 8      | 3           | 0          |
| W. Dienelt       | 1             | 0             | 0             | 0             | 0                 | 0                 | 0                 | 0                 | 1        | 0      | 0           | 0          |
| D. Dollmann      | 37            | 7             | 1             | 0             | 3                 | 1                 | 0                 | 0                 | 40       | 8      | 1           | 0          |
| U. Dreher        | 29            | 9             | 1             | 0             | 3                 | 5                 | 0                 | 0                 | 32       | 14     | 1           | 0          |
| R. Gerstenlauer  | 4             | 0             | 0             | 0             | 0                 | 0                 | 0                 | 0                 | 4        | 0      | 0           | 0          |
| H. Hayer         | 26            | 4             | 5             | 0             | 3                 | 0                 | 0                 | 0                 | 29       | 4      | 5           | 0          |
| T. Kurbos        | 21            | 2             | 0             | 0             | 3                 | 3                 | 0                 | 0                 | 24       | 5      | 0           | 0          |
| E. Müller        | 30            | 1             | 3             | 0             | 3                 | 0                 | 0                 | 0                 | 33       | 1      | 3           | 0          |
| J. Müller        | 22            | 2             | 3             | 4             | 2                 | 0                 | 0                 | 0                 | 24       | 2      | 3           | 4          |
| W. Nickel        | 25            | 17            | 0             | 0             | 2                 | 3                 | 1                 | 0                 | 27       | 20     | 1           | 0          |
| W. Reisinger     | 23            | 5             | 2             | 0             | 3                 | 1                 | 0                 | 0                 | 26       | 6      | 2           | 0          |
| D. Renner        | 0             | 0             | 0             | 0             | 0                 | 0                 | 0                 | 0                 | 0        | 0      | 0           | 0          |
| P. Schulz        | 2             | 0             | 0             | 0             | 0                 | 0                 | 0                 | 0                 | 2        | 0      | 0           | 0          |
| A. Steinkirchner | 23            | 3             | 5             | 0             | 2                 | 0                 | 1                 | 0                 | 25       | 3      | 6           | 0          |
| P. Stichler      | 37            | 2             | 2             | 0             | 3                 | 0                 | 0                 | 0                 | 40       | 2      | 2           | 0          |
| S. Susser        | 29            | 4             | 6             | 0             | 0                 | 0                 | 0                 | 0                 | 29       | 4      | 6           | 0          |
| K. Täuber        | 28            | 13            | 6             | 0             | 3                 | 4                 | 1                 | 0                 | 31       | 17     | 7           | 0          |
| H. Voise         | 31            | 3             | 2             | 0             | 1                 | 0                 | 0                 | 0                 | 32       | 3      | 2           | 0          |
| W. Vollack       | 34            | 0             | 1             | 0             | 3                 | 0                 | 0                 | 0                 | 37       | 0      | 1           | 0          |